# Philippe Bordenave
Pour les articles homonymes, voir Bordenave.
Philippe Bordenave (né le 4 mars 1969 à Orthez dans le Béarn), est un coureur cycliste français, professionnel de 1996 à 2001. 
Bon grimpeur, il a remporté une étape au Tour de l'Ain et au Tour du Limousin. Sur les grands tours, il s'est classé douzième du Tour d'Espagne en 1997, puis trentième du Tour de France l'année suivante.

## Palmarès

### Palmarès amateur
- 1993
  - 3e étape du Tour du Béarn-Aragon
  - 2e du Tour du Béarn-Aragon
  - 3e du Tour de Bigorre
- 1994
  - 4e étape du Tour de la Dordogne
  - 3e étape du Tour du Béarn
  - 2e du Tour d'Auvergne
  - 3e de la Ronde de l'Isard
  - 3e du Tour du Béarn
  - 3e des Boucles de la Cère
- 1995
  - Tour de Corrèze :
    - Classement général
    - 1re étape

  - Tour du Béarn :
    - Classement général
    - 4e étape

  - Circuit de la Chalosse
  - Prologue du Tour de la Vallée d'Aoste (contre-la-montre par équipes)
  - 2e du Tour d'Auvergne
- 2002
  - 2e du Grand Prix Pierre-Pinel

### Palmarès professionnel
- 1997
  - 7e étape du Tour de l'Ain
- 1998
  - 4e étape du Tour du Limousin

## Résultats sur les grands tours

### Tour de France
1 participation
- 1998 : 30e

### Tour d'Espagne
1 participation
- 1997 : 12e